# Oud-Egyptische wetenschap
De wetenschap in het oude Egypte kende een vrij hoog niveau, maar was toch nog verschillend met de onze. Zo kenden de Egyptenaren geen woord voor wetenschap en bestond de abstracte wetenschap niet. De wetenschap van de Egyptenaren stond steeds in dienst van reële problemen en er werd nooit een poging gedaan om abstracte eenduidige formuleringen te maken. Toch kenden ze op bepaalde vlakken een opmerkelijke vernuftigheid.

## Astronomie en astrologie
De Egyptenaren deden ook astronomische waarnemingen, maar hun astronomie was niet zo ver gevorderd als in Mesopotamië. De eerste sporen van astronomie dateren uit de 2e dynastie waaruit blijkt dat ze een soort astrolabium hadden. In veel graftombes zijn er astronomische plafonds en de Egyptenaren geloofden dat de farao's na hun dood naar de hemel gingen waar ze voortleefden als circumpolaire sterren.
De Egyptenaren slaagden aan de hand van astronomie een vrij goede kalender te maken en aan de hand van astronomische waarnemingen konden ze hun piramides preciezer bouwen.

## Bouwkunde
De oud-Egyptische architectuur vangt aan bij de vroegste geschiedenis van Egypte en eindigt officieel bij de dood van Cleopatra. Verschillende periodes dragen bij aan de kijk op de architectuur der tijden. Uiteindelijk mondde het uit op de overgang met de Griekse architectuur en later de Romeinse architectuur.

## Geneeskunde
De oud-Egyptische geneeskunde was een mengeling van magie en 'wetenschappelijke' geneeskunde. Er zijn verschillende papyri die er ons over inlichten en de oudste geschreven medische bronnen ter wereld zijn: de Papyrus Edwin Smith (1600 v.Chr.), de Papyrus Ebers (1550 v.Chr.), de Papyrus Hearst (1450 v.Chr.) en de Papyrus Berlijn (1200 v.Chr.) geven allerlei details over de geneeskunde: ze handelen over de onderzoeksmethoden, stellen diagnoses en behandelingen. Deze behandelingen konden op basis zijn van dierlijke stoffen of via een dieet, maar meestal werden ze ook begeleid met magische rituelen.
In de Ptolemaeïsche periode werd de Oud-Egyptische geneeskunde gecombineerd met deze van de Grieken. Zo werd de Oud-Egyptische god van de geneeskunde Imhotep geassimileerd met Asklepios. Het belangrijkste centrum was Alexandrië waar er talrijke bekende artsen verbleven zoals Erasistratos. Mogelijk was er zelfs een bibliotheek in Memphis met geneeskundige werken.

## Wiskunde
Hierin hadden de Egyptenaren een vrij hoog niveau gehaald, maar opnieuw beperkte zich dit tot de praktijk. Het ging hen niet om de abstracte wiskunde. De Egyptenaren konden een rechte hoek construeren door een driehoek met zijden 3 en 4 en hypotenusa 5, en ook konden ze de oppervlakte van een cirkel schatten aan de hand van de diameter.
Uit verschillende papyri (zoals de papyrus Rhind) bevatten rekenkundige tabellen en opgaven. Aan de hand daarvan weten we hoe ze optelden en vermenigvuldigden. Bij vermenigvuldigingen werd er gebruikgemaakt van tabellen. De tabellen bestonden uit vaste cijfers 1, 2, 4, 8, 16, enz. en daarnaast de vermenigvuldiger. Om het product 5 maal 6 uit te rekenen, telde men de getallen in de tabel op, bijvoorbeeld: 1 maal 6 + 4 maal 6, en zo wist men het product 5 maal 6.